# Stefan Büttner (Philologe)
Stefan Büttner (* 1967 in Wiesbaden) ist ein deutscher Klassischer Philologe.
Nach einem Studium der Klassischen Philologie und Philosophie an der Johannes Gutenberg-Universität Mainz, der Ludwig-Maximilians-Universität München und der Philipps-Universität Marburg wurde Büttner mit der Arbeit Die Literaturtheorie bei Platon und ihre anthropologische Begründung bei Arbogast Schmitt promoviert. Von 1996 bis 2002 war er wissenschaftlicher Mitarbeiter an der Philipps-Universität Marburg. Von 2002 bis 2011 war er akademischer Rat bzw. Oberrat, unterbrochen von einer gräzistischen Professurvertretung an der Universität Wien (2009–2010), an der Universität Konstanz, wo er 2007 habilitiert wurde. Seit März 2011 ist er Inhaber der Professur für Gräzistik am Institut für Klassische Philologie, Mittel- und Neulatein der Universität Wien. 
Forschungsschwerpunkte sind die antike Philosophie, die antike Literaturtheorie und Ästhetik, die griechische Tragödie, die Rezeptions- und Ideengeschichte.

## Schriften (Auswahl)
- Die Literaturtheorie bei Platon und ihre anthropologische Begründung. A. Francke Verlag, Tübingen/Basel 2000 (= Dissertation Philipps-Universität Marburg 1997), ISBN  3-7720-2754-7.
- Antike Ästhetik. Eine Einführung in die Prinzipien des Schönen (= Beck’sche Reihe. Band 1674). Verlag C. H. Beck, München 2006. ISBN 978-3-406-54092-9.
- mit Fritz-Gregor Herrmann (Hrsg.): New essays on Plato. Language and thought in fourth-century Greek philosophy. Classical Press of Wales, Swansea 2006, ISBN 978-1-905125-10-4.